# 海蒂和爺爺
《海蒂和爷爷》（Heidi）是一部德國、瑞士合拍的2015年劇情電影，故事改編自瑞士作家約翰娜·施皮里所著的同名小說《海蒂》。由阿蘭·葛斯彭納執導，主演包括阿努克·斯特芬、布魯諾·岡茨、卡塔琳娜·舒特勒、安娜·申斯等人。電影中的大部分場景主要是在格勞賓登州山區拍攝的。本片於2015年12月10日首映。
本片曾榮獲2016年第66屆德國電影獎的金先生電影獎-傑出兒童或青少年電影。

## 劇情
小女孩海蒂自小就失去了雙親，一直由黛特姨媽扶養。一次姨媽將海蒂帶到阿爾卑斯山的鄉下交給爺爺暫時照顧，雖然爺爺在當地以性情古怪與孤僻著稱，但很快就跟海蒂互相產生了深厚的感情。同時海蒂也與當地的牧童皮特成為好友。
正當此時，黛特姨媽忽然來到瞞著爺爺偷偷將海蒂帶走，她將海蒂交給法蘭克福的一戶上流社會家庭照顧，成為富家女孩嘉拉的女伴，自小失去母親的嘉拉因患有疾病而導致行動不便，不得不乘坐輪椅，她很快跟海蒂成為無所不談的好朋友，而管家塞巴斯蒂安和女僕蒂娜塔也對海蒂十分和善，唯有古板嚴肅的家庭女教師羅頓邁爾小姐一直看海蒂不順眼，曾多次責罵她。情勢在嘉拉的父親和奶奶的返家後而有所轉變，在慈祥的奶奶引導下，海蒂很快地就學會了讀書識字。雖然日子過得幸福，但海蒂無時無刻都在思念遠方的爺爺，因此患上了夢遊症；嘉拉的父親只好同意讓海蒂回阿爾卑斯山和爺爺團聚，但此舉卻使失去同伴的嘉拉感到十分痛苦。
之後，由於嘉拉的健康狀況下降，父親和奶奶於是便送她來阿爾卑斯山暫時跟海蒂居住一段時間。在大自然的環境中，海蒂和嘉拉相處得十分快樂，這卻引起了皮特的忌妒，他乘人不注意時將嘉拉的輪椅推下山去。嘉拉在無輪椅可坐的情況下居然發現了自己已可以走路，來接她的父親和奶奶驚訝地看到了眼前的這一幕。
結局，海蒂和和嘉拉不捨地道別，她隨後與爺爺搬到了村莊內，在學校內繼續學習，以能夠在日後實現成為作家的夢想；同時她和皮特也依舊是好朋友。

## 演員
- 阿努克·斯特芬[4] 飾 海蒂
- 布魯諾·岡茨 [4]飾 海蒂的爺爺
- 卡塔琳娜·舒特勒 [4]飾 羅頓邁爾小姐，嘉拉家的家庭女教師
- 昆林·艾格匹[4]飾 皮特，牧童
- 伊莎貝爾·奧特曼 [4]飾 嘉拉，行動不便的富家女
- 安娜·申斯 [4]飾 黛特，海蒂的姨媽
- 婕拉·海斯 [4]飾 蒂娜塔，嘉拉家的女傭
- 漢娜洛蕾·赫格 [5]飾 嘉拉的奶奶
- 彼得·羅美爾 [4]飾 塞巴斯蒂安，嘉拉家的管家

## 外部連結
- 互联网电影数据库（IMDb）上《海蒂和爺爺》的资料（英文）